# Issans
Issans é uma comuna francesa na região administrativa de Borgonha-Franco-Condado, no departamento de Doubs. Estende-se por uma área de 2,72 km². Em 2010 a comuna tinha 246 habitantes (densidade: 90,4 hab./km²).